# 大扬库尔
大扬库尔（法語：Hyencourt-le-Grand）是法国皮卡第大区索姆省的一个市镇，属于佩罗讷区绍讷县。该市镇2009年时的人口为83人。

## 人口
大扬库尔人口变化图示
| 数据来源：INSEE |